# Daniel Pacheco
Daniel "Dani" Pacheco Lobato, född 5 januari 1991 i Málaga, är en spansk fotbollsspelare som spelar för Málaga som spelar i Segunda División, Spanien

## Klubblagskarriär
Pacheco värvades från Barcelona i juli 2007. Efter att ha spelat med klubbens reservlag sedan övergången debuterade Pacheco i Liverpools A-lag den 9 december 2009 i en match mot Fiorentina i Champions League. Han debuterade i Premier League ett par veckor senare mot Wolverhampton Wanderers då han blev inbytt i andra halvlek. Den 18 februari 2010 assisterade Pacheco till David N'Gogs matchvinnande mål mot Unirea Urziceni i Europa League.
Den 23 mars 2011 lånades Pacheco ut till Norwich för resten av säsongen. Under sex matcher med Norwich gjorde Pacheco två mål. Den 24 augusti lånades Pacheco ut på nytt, den här gången till spanska Atlético Madrid.
I sommarfönstret säsong 13/14 så flyttade Pacheco på permanent basis till AD Alcorcón efter att varit utlånad sedan 2011 till olika spanska klubbar utan att riktigt ha slagit igenom i Liverpool.

## Landslagskarriär
Sommaren 2010 deltog Pacheco i U19-EM 2010. Genom att göra fyra mål blev han turneringens bästa målskytt.